# Hans Georg Gottfried von Plessen
Hans Georg Gottfried von Plessen (* 5. Februar 1765 in Herzberg; † 13. Januar 1837 ebenda) war Kanzleirat, Präsident des Braunschweigischen Landtags und Abgeordneter der Reichsstände des Königreichs Westphalen.

## Leben
Hans Georg Gottfried von Plessen entstammte dem Adelsgeschlecht Plessen. Er war ein Sohn des Braunschweigischer Oberhauptmanns Hans Friedrich von Plessen (1732–1786) und dessen Gemahlin Lucie Luise, geborene von Bibow (1737–1786).
Nach dem Jurastudium an der Universität Helmstedt wurde er 1790 Leutnant im Garde-zu-Pferd-Regiment des Mecklenburg-Schwerinischen Militärs. Danach war er Kammerjunker und Auditor bei der Justizkanzlei in Schwerin. Bevor er Propst im Stift Steterburg wurde, war er als Kanzleirat und Kammerherr in Braunschweig tätig. Für die braunschweigischen Stände, die künftig in dem Ständeparlament Westphalens eine Vertretung haben sollten, verhandelte er im August und September 1807 in Paris und Fontainebleau. Von 1808 bis 1813 war er Mitglied des Departementrats des Oker-Departements und vom 2. Juni 1808 bis zum 26. Oktober 1813 als Grundbesitzer für das Oker-Departement Abgeordneter der Reichsadelsstände des Königreichs Westphalen. Von 1814 an übte er das Amt des Oberhauptmanns des braunschweigischen Distriktrats Schöningen aus. Hans Georg wurde Abgeordneter und Präsident des Braunschweig-Wolfenbüttelischen und Blankenburgischen Landtags. Dieses Amt hatte er in den Jahren 1819 bis 1832 inne. Für sein Wirken hatte man Plessen mit dem Kommandeurkreuz des Guelphen-Ordens und dem Kommandeurkreuz I. Klasse des Ordens Heinrichs des Löwen ausgezeichnet.